# Мохаммед Муса
Мохаммед Муса Аббас Алі (араб. محمد موسى عباس علي; нар. 23 березня 1986, Катар) — катарський футболіст суданського походження, захисник «Ад-Духаїля».

## Клубна кар'єра
Футбольну кар'єру розпочав в «Аль-Арабі» на позиції правого захисника. Після цього перебрався в «Умм-Салаль». Разом з командою брав участь в Лізі чемпіонів АФК, де допоміг клубу посісти четверте місце. У 2009 році перебрався в «Ас-Садд», а потім, коли «Лехвія» вийшла в Лігу зірок Катару, «Ас-Садд» віддав його в оренду «Лехвію» на один сезон, у складі якого Мохаммед виграв чемпіонат. Однак його оренда закінчилася, проте вище вказаний клуб продовжив орендну угоду й на наступний сезон. Муса допоміг команді виграти чемпіонат, завдяки чому був орендований на третій сезон. Разом з «Лехвією» виграв Кубок спадкоємного принца. Його контракт з клубом «Ас-Садд» закінчився наприкінці сезону, й Лехвія підписала з мохаммедом угоду, розраховану на 5 сезонів.

## Кар'єра в збірній
У футболці національної збірної Катару дебютував 2008 року. Разом зі збірною Катару поїхав на Кубок Азії 2015, але на вище вказаному турнірі не зіграв жодної хвилини.
5 листопада 2010 року захисник отримав виклик до олімпійської збірної Катару на Азійські ігри.

## Статистика виступів

### Клубна кар'єра
Статистика виступів станом на 2 вересня 2022
| Клуб              | Сезон             | Ліга              | Ліга  | Ліга | Кубок1 | Кубок1 | Кубок ліги2 | Кубок ліги2 | Ліга чемпіонів АФК3 | Ліга чемпіонів АФК3 | Загалом | Загалом |
| Клуб              | Сезон             | Ліга              | Матчі | Голи | Матчі  | Голи   | Матчі       | Голи        | Матчі               | Голи                | Матчі   | Голи    |
| ----------------- | ----------------- | ----------------- | ----- | ---- | ------ | ------ | ----------- | ----------- | ------------------- | ------------------- | ------- | ------- |
| «Умм-Салаль»      | 2006–07           | ЛЗК               | 0     | 0    |        |        |             |             |                     |                     |         |         |
| «Умм-Салаль»      | 2007–08           | ЛЗК               | 2     | 1    |        |        |             |             |                     |                     |         |         |
| «Умм-Салаль»      | 2008–09           | ЛЗК               | 19    | 0    |        |        |             |             | 5                   | 0                   |         |         |
| «Умм-Салаль»      | 2009–10           | ЛЗК               | 5     | 0    |        |        |             |             | 3                   | 0                   |         |         |
| «Умм-Салаль»      | Загалом           | Загалом           | 26    | 1    |        |        |             |             | 8                   | 0                   |         |         |
| «Ас-Садд»         | 2009–10           | ЛЗК               | 5     | 0    |        |        |             |             | 0                   | 0                   |         |         |
| «Ас-Садд»         | Загалом           | Загалом           | 5     | 0    |        |        |             |             | 0                   | 0                   |         |         |
| «Лехвія»          | 2010–11           | ЛЗК               | 10    | 0    |        |        |             |             |                     |                     |         |         |
| «Лехвія»          | 2011–12           | ЛЗК               | 19    | 0    |        |        |             |             |                     |                     |         |         |
| «Лехвія»          | 2012–13           | ЛЗК               | 16    | 0    |        |        |             |             |                     | 1                   |         |         |
| «Лехвія»          | 2013–14           | ЛЗК               | 26    | 2    |        |        |             |             |                     |                     |         |         |
| «Лехвія»          | 2014–15           | ЛЗК               | 17    | 0    |        |        |             |             |                     |                     |         |         |
| «Лехвія»          | 2015–16           | ЛЗК               | 24    | 1    |        |        |             |             |                     |                     |         |         |
| «Лехвія»          | 2016–17           | ЛЗК               | 24    | 2    |        |        |             |             |                     | 1                   |         |         |
| «Лехвія»          | 2017–18           | ЛЗК               | 18    | 2    |        |        |             |             |                     |                     |         |         |
| «Лехвія»          | 2018–19           | ЛЗК               | 20    | 1    |        |        |             |             |                     |                     |         |         |
| «Лехвія»          | 2019–20           | ЛЗК               | 17    | 0    |        |        |             |             |                     |                     |         |         |
| «Лехвія»          | 2020–21           | ЛЗК               | 15    | 1    | 3      | 0      |             |             |                     |                     |         |         |
| «Лехвія»          | 2021–22           | ЛЗК               | 13    | 1    | 4      | 0      |             |             |                     |                     |         |         |
| «Лехвія»          | 2022–23           | ЛЗК               | 3     | 0    |        |        |             |             |                     |                     |         |         |
| «Лехвія»          | Загалом           | Загалом           | 222   | 10   |        |        |             |             | 72                  | 2                   |         |         |
| Усього за кар'єру | Усього за кар'єру | Усього за кар'єру | 253   | 11   |        |        |             |             | 80                  | 2                   |         |         |

1Включаючи матчі Кубку Еміра Катару.
2Включаючи матчі Кубку Еміра Катару.
3Включаючи матчі Клубного чемпіонату світу.

### Голи за збірну
Рахунок та результат збірної Катару в таблиці подано на першому місці.
| №  | Дата           | Місце                        | Суперник | Рахунок | Результат | Змагання                           |
| -- | -------------- | ---------------------------- | -------- | ------- | --------- | ---------------------------------- |
| 1. | 28 серпня 2015 | Яссім бін Хамад, Доха, Катар | Сінгапур | 1–0     | 4–0       | Товариський матч                   |
| 2. | 3 вересня 2015 | Яссім бін Хамад, Доха, Катар | Бутан    | 1–0     | 15–0      | кваліфікація чемпіонату світу 2018 |
| 3. | 3 вересня 2015 | Яссім бін Хамад, Доха, Катар | Бутан    | 5–0     | 15–0      | кваліфікація чемпіонату світу 2018 |
| 4. | 8 вересня 2015 | Монгкок, Монгкок, Гонконг    | Гонконг  | 3–0     | 3–2       | кваліфікація чемпіонату світу 2018 |
| 5. | 13 жовтня 2015 | Яссім бін Хамад, Доха, Катар | Мальдіви | 4–0     | 4–0       | кваліфікація чемпіонату світу 2018 |

## Досягнення
- Чемпіон Катару (7):

«Ад-Духаїль»: 2011-12, 2013-14, 2014-15, 2016-17, 2017-18, 2019-20, 2022-23
- Володар Кубка Еміра Катару (4):

«Ад-Духаїль»: 2016, 2018, 2019, 2022
- Володар Кубка наслідного принца Катару (4):

«Ад-Духаїль»: 2013, 2015, 2018, 2023
- Володар Кубка шейха Яссіма (2):

«Ад-Духаїль»: 2015, 2016
- Володар Кубка зірок Катару (2):

«Ад-Духаїль»: 2010, 2022-23